# Když prší slzy
Když prší slzy je české filmové drama z roku 2022 debutující režisérky a scenáristky Michaely Everitt. Ve filmu, pojednávajícím o domácím násilí a lásce dvou žen, ztvárnily hlavní role Hana Drozdová a Aneta Kernová. Podle tvůrců jde o film podle skutečného příběhu a jeho cílem je pomoci obětem domácího násilí, aby našly sílu od násilníka odejít a začít nový život.
Film měl v českých kinech premiéru dne 19. května 2022.

## O filmu
Optička Klára (Aneta Kernová) má za manžela policistu Martina (Ján Burda), v němž konzumace alkoholu probouzí násilnické chování. Klára stále doufá, že se její muž změní, ale po setkání s Adélou (Hana Drozdová), bývalou obětí domácího násilí, se její život změní. Do Adély se zamiluje a rozhodne se Martina opustit.

## Obsazení
| Aneta Kernová       | Klára          |
| Hana Drozdová       | Adéla          |
| Ján Burda           | Martin         |
| Karolína Krézlová   | Marika         |
| Ladislav Ondřej     | Přemek         |
| Iveta Elisabeth Lit | Iveta          |
| Cristiano Donati    | Carlo          |
| Petr Vondráček      | Advokát        |
| Jaroslav Sypal      | Šéf Martina    |
| Matěj Dejdar        | Kolega Martina |
| Denisa Pfauserová   | Kamarádka      |
| Eliška Matzkeová    | Barmanka       |
| Jakub Moulis        |                |
| Lucie Zedníčková    | Žena           |
| Amelie Pokorná      |                |
| Peter Pecha         |                |
| Kateřina Pechová    | Kamarádka      |
| Andrea Kalousová    |                |
| Eva Čížkovská       | Asistentka     |